# Resolution 819
Resolution 819 è un film del 2008 diretto da Giacomo Battiato.
Il film ha vinto il Premio del pubblico Marc'Aurelio d'Oro per il miglior film al Festival internazionale del film di Roma 2008.

## Trama
Nel luglio del 1995, nell'enclave di Srebrenica, le truppe paramilitari serbo-bosniache di Ratko Mladić compiono un massacro di civili musulmani. La risoluzione 819 delle Nazioni Unite garantiva protezione alla città: di fronte alla conquista della zona protetta, invece, le forze dell'Onu hanno volto lo sguardo dall'altra parte. L'alta corte di giustizia dell'Aja invia il poliziotto francese Jacques Calvez per scoprire cosa sia accaduto ai civili scomparsi: è un viaggio all'inferno. Calvez, tra grandi difficoltà, si imbatte in una realtà ancora in guerra. Per anni si batte per scoprire le fosse comuni e trovare le prove delle torture e degli omicidi commessi dall'esercito di Karadžić e Mladić.

## Riconoscimenti
- 2008 - Festa del Cinema di Roma
  - Marc'Aurelio d'Oro del pubblico per il miglior film